# Colli del Tronto
Colli del Tronto (Li Collë in dialetto ascolano) è un comune italiano di 3 661 abitanti della provincia di Ascoli Piceno nelle Marche. Sorge su un territorio di antichi insediamenti, come attestano le scoperte di manufatti litici, la necropoli picena, le tombe romane.

## Storia

### Simboli
Nello stemma comunale è rappresentata, su fondo rosso, la figura della Vittoria tenente nella mano destra una spada d’argento, guarnita d’oro, e nella sinistra una corona d’alloro, in piedi, sopra un elefante passante; con il capo d'azzurro, al torrione diroccato in pietra, merlato alla ghibellina, affiancato a destra da un tralcio di vite e a sinistra da un mazzo di spighe di grano. Il gonfalone è un drappo rosso porpora, riccamente decorato con ricami d'oro.

## Monumenti e luoghi d'interesse
Affascinante è la costruzione della chiesa di Santa Felicita, che custodisce la tela del pittore Ferdinando Cicconi (1831-1896), cittadino di Colli. Fu realizzata nel 1796 su disegno dell'architetto ticinese Pietro Maggi. La chiesa documenta i criteri costruttivi delle fondazioni francescane nell'Ascolano del primo Cinquecento e quelli con cui fu rinnovato nel Settecento l'ex convento dei cappuccini.
Organo a canne sulla cantoria della porta d'ingresso, costruito nel 1888 da Adriano Verati ad una tastiera di 56 note e pedaliera di 25 pedali. È presente inoltre, nelle due piccole cantorie del presbiterio, un organo moderno a trasmissione elettrica digitale.

## Società

### Evoluzione demografica
Abitanti censiti

## Cultura

### Cinema
Nel 2005 il regista Flavio Sciolè ha girato a Colli del Tronto il documentario Colli Arte 2005. con Tullio Pericoli, Francesco Scarabicchi, The Gang, Giampiero Neri, Alcide Pierantozzi, Osvaldo Rossi.

## Infrastrutture e trasporti

### Strade
Il comune di Spinetoli è collegato principalmente dal Raccordo autostradale 11, collegamento est-ovest, dall'autostrada A14 fino confluire nella Strada statale 4 Via Salaria e proseguire verso Roma. Gli svincoli più vicini sono quelli di "Spinetoli" e "Ancarano-Castel di Lama".

### Ferrovie
La località è servita dalla fermata ferroviaria "Colli del Tronto" posta lungo la ferrovia Ascoli Piceno-San Benedetto del Tronto, servita dalle relazioni regionali Trenitalia svolte nell'ambito del contratto di servizio stipulato con la Regione Marche.

### Mobilità urbana
Il trasporto pubblico suburbano a Colli del Tronto è gestito con autocorse svolte dalla società START.

## Economia

### Artigianato
Tra le attività economiche più tradizionali, diffuse e attive vi sono quelle artigianali, come l'arte del merletto rinomata in tutta Italia.

## Amministrazione
| Periodo        | Periodo        | Primo cittadino               | Partito                                                       | Carica  | Note  |
| -------------- | -------------- | ----------------------------- | ------------------------------------------------------------- | ------- | ----- |
| 20 giugno 1985 | 28 giugno 1990 | Giacinto Giacobetti           | Partito Comunista Italiano                                    | Sindaco | [ 8 ] |
| 28 giugno 1990 | 24 aprile 1995 | Lino Giovannini               | Partito Comunista Italiano Partito Democratico della Sinistra | Sindaco | [ 8 ] |
| 24 aprile 1995 | 14 giugno 1999 | Francesco Ficcadenti          | Lista civica                                                  | Sindaco | [ 8 ] |
| 14 giugno 1999 | 14 giugno 2004 | Ottavio Attilio Mauro Paolini | Lista civica                                                  | Sindaco | [ 8 ] |
| 14 giugno 2004 | 8 giugno 2009  | Massimiliano Giacobetti       | Lista civica                                                  | Sindaco | [ 8 ] |
| 8 giugno 2009  | 26 maggio 2014 | Tommaso Cavezzi               | Lista civica Colli in Comune                                  | Sindaco | [ 8 ] |
| 26 maggio 2014 | 27 maggio 2019 | Andrea Cardilli               | Lista civica Liberamente Colli                                | Sindaco | [ 8 ] |
| 27 maggio 2019 | 10 giugno 2024 | Andrea Cardilli               | Lista civica Liberamente Colli                                | Sindaco | [ 8 ] |
| 10 giugno 2024 | in carica      | Andrea Cardilli               | Lista civica Liberamente Colli                                | Sindaco | [ 8 ] |

## Sport

### Calcio
La società di calcio del paese milita in Eccellenza Marchigiana ed ha il nome di Atletico Azzurra Colli, società nata nel 2010 dalla fusione dell'Azzurra Colli e dell'Atletico Colli.